# 圣于连迪索
圣于连迪索（法語：Saint-Julien-du-Sault，法語發音：[sɛ̃ ʒyljɛ̃ dy so]）是法国勃艮第-弗朗什-孔泰大区约讷省的一个市镇，属于桑斯区。

## 地名
法语人名“Julien”在日常人名译名以及《世界人名翻譯大辭典》、《法语姓名译名手册》等主流人名译名类书籍资料中译作“朱利安”，不过在《世界地名翻译大辞典》、《世界地名译名词典》和《法国地图册》等主流地名译名类书籍资料中译作“于连”。

## 地理
圣于连迪索（48°1'55"N, 3°17'42"E）面积23.81 平方千米，位于法国勃艮第-弗朗什-孔泰大區约讷省，该省份为法国中北部内陆省份，西接卢瓦雷省，西北接塞纳-马恩省，南至涅夫勒省，东临科多尔省，东北与奥布省接壤。
与圣于连迪索接壤的市镇（或旧市镇、城区）包括：约讷河畔新城、阿尔莫、比西勒勒波、拉塞勒圣西尔、塞济、弗兰河畔普雷西、韦尔兰、维勒瓦利耶。
圣于连迪索的时区为UTC+01:00、UTC+02:00（夏令时）。

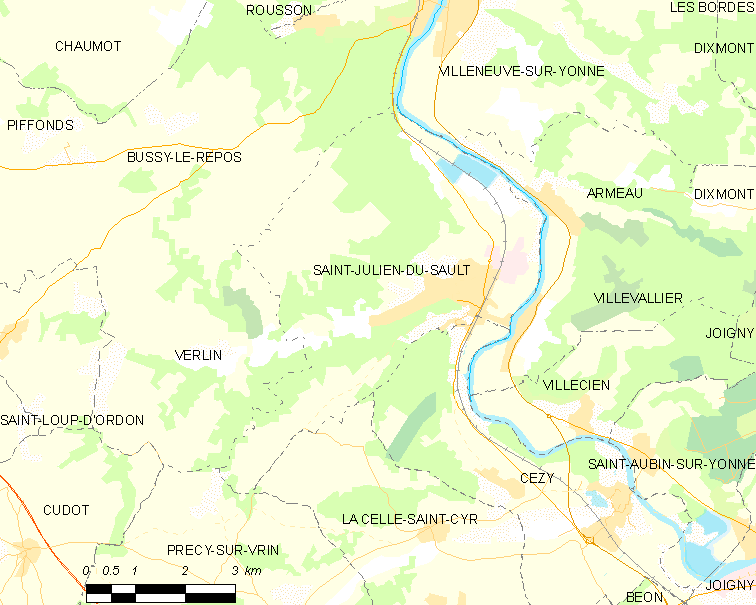
圣于连迪索的OSM定位图

## 行政
圣于连迪索的邮政编码为89330，INSEE市镇编码为89348。

## 政治
圣于连迪索所属的省级选区为茹瓦尼县。

## 人口

1962-2008年间圣于连迪索人口变化图示

圣于连迪索于2022年1月1日时的人口数量为2202人。